# Stadion am Wasserturm
Le Stadion am Wasserturm est un stade omnisports allemand, principalement utilisé pour le football, situé dans la ville de Forst, dans le Brandebourg.
Le stade, doté de 8 000 places et inauguré en 1921, sert d'enceinte à domicile à l'équipe de football de l'ESV Forst, et à l'équipe d'athlétisme du LTSV Forst 1990.

## Histoire
Le nom du stade, « Wasserturm » (en français : château d'eau), vient du château d'eau de Forst (Lusace) situé à côté du stade.
Il ouvre ses portes en 1921. En plus du terrain de football figure une piste cendrée d'athlétisme, des installations de saut en longueur, de saut à la perche, ainsi que de lancer de poids, disques et marteaux.
Le match des 16e-de-finale du Championnat d'Allemagne de football 1924-1925 entre le Viktoria Forst et le Schwarz-Weiss Essen se joue au stade devant 7 000 spectateurs (victoire 2-1 du club d'Essen). Le stade accueille également la demi-finale du championnat est-allemand de football de l'ATSB (Arbeiter-Turn- und Sportbund) 1925-26 se déroule au stade.
En 1933, date de l'arrivée des nazis au pouvoir dans le pays, le stade change de nom pour s'appeler le Franz-Seldte-Kampfbahn (du nom de l'homme politique Franz Seldte), et ce jusqu'en 1945, date de la fin du Troisième Reich.
Le 2 septembre 1934, le club du Dresdner SC s'impose au stade sur le score de 7-1 contre une équipe du district de Forster devant 4 000 spectateurs.
À la suite de la création de la RDA et de l'incorporation de la région dans l'Allemagne communiste, le stade change à nouveau de nouveau de nom pour s'appeler le Stadion der Einheit (en français : Stade de l'unité), et ce jusqu'en 1990, date de la réunification allemande.
Le club local du SG Forst-Mitte utilise le stade pour ses matchs à domicile du championnat du Brandebourg à partir des années 1940. La finale du championnat du Brandebourg 1947-48 entre le BSV Cottbus-Ost et le SG Babelsberg se joue au Stadion der Einheit devant 14 000 spectateurs.
À cette époque, le club rival local du Einheit Forst utilise le stade, mais uniquement pour ses matchs amicaux contre des adversaires de rang supérieur.
Entre 1954 et 1961, le stade appartient à l'école sportive (Kinder- und Jugendsportschule) de la Lausitzer Sportschule Cottbus.
En outre, de nombreuses compétitions d'athlétisme et de Spartakiade ont lieu au Stadion der Einheit. La cérémonie d'ouverture d'une tournée de l'équipe d'athlétisme de RDA se déroule au stade en 1961.
Le club de l'ASG Vorwärts Cottbus utilise le stade pour ses matchs à domicile durant les années 1960. Ils disputent un match au stade contre l'Energie Cottbus devant 9 000 spectateurs. L'équipe II du Vorwärts Cottbus s'accapare le stade pour disputer ses matchs à domicile lors des saisons de championnat de RDA D3 1965-66 et 1966-67,.
Après la chute de la RDA, les clubs d'athlétisme locaux utilisent le stade, comme le LTSV Forst 1990, ainsi que le club de football du ESV Forst. La fondation du stade se détériore peu à peu, et des travaux de rénovations sont à l'étude pour le centenaire du stade.